# Tênis nos Jogos Pan-Americanos de 2011 - Duplas femininas
A competição de duplas femininas foi um dos eventos do tênis nos Jogos Pan-Americanos de 2011, em Guadalajara. Foi disputada no Complexo Telcel de Tênis entre os dias 18 e 21 de outubro.

## Calendário
Horário local (UTC-6).
| Data          | Horário | Fase             |
| ------------- | ------- | ---------------- |
| 18 de outubro | 18:00   | Primeira rodada  |
| 19 de outubro | 17:00   | Quartas de final |
| 20 de outubro | 17:00   | Semifinal        |
| 21 de outubro | 17:00   | Final            |

## Medalhistas
| Ouro   | ARG María Irigoyen e Florencia Molinero |
| Prata  | USA Irina Falconi e Christina McHale    |
| Bronze | COL Catalina Castaño e Mariana Duque    |

## Cabeças-de-chave
| 1. ARG María Irigoyen / Florencia Molinero (Campeãs, medalha de ouro) 2. USA Irina Falconi / Christina McHale (Finalistas, medalha de prata) | 1. COL Catalina Castaño / Mariana Duque (Semifinal, medalha de bronze) 2. BRA Teliana Pereira / Vivian Segnini (Semifinal, Quarto lugar) |

## Chaveamento
| - Q = Qualifier - WC = Wild Card - LL = Lucky Loser | - Alt = Alternativo (alternate) - SE = Special Exempt - PR = Ranking protegido (protected ranking) | - w/o = Desistência (walkover) - r = Abandono (retired) - d = Desclassificação (default) |

### Finais
|  | Semifinal | Semifinal                                 | Semifinal                              | Semifinal | Semifinal |     |                                        | Final                                     | Final                                  | Final               | Final               | Final               |
|  |           |                                           |                                        |           |           |     |                                        |                                           |                                        |                     |                     |                     |
|  | 1         | ARG María Irigoyen ARG Florencia Molinero | 3                                      | 6         | [12]      |     |                                        |                                           |                                        |                     |                     |                     |
|  | 3         | COL Catalina Castaño COL Mariana Duque    | 6                                      | 1         | [10]      |     |                                        |                                           |                                        |                     |                     |                     |
|  | 3         | COL Catalina Castaño COL Mariana Duque    | 6                                      | 1         | [10]      |     | 1                                      | ARG María Irigoyen ARG Florencia Molinero | 6                                      | 2                   | [10]                |                     |
|  |           |                                           |                                        |           |           |     | 1                                      | ARG María Irigoyen ARG Florencia Molinero | 6                                      | 2                   | [10]                |                     |
|  |           | 2                                         | USA Irina Falconi USA Christina McHale | 4         | 6         | [6] |                                        |                                           |                                        |                     |                     |                     |
|  | 4         | 2                                         | USA Irina Falconi USA Christina McHale | 4         | 6         | [6] | BRA Teliana Pereira BRA Vivian Segnini | 2                                         | 6                                      | [6]                 |                     |                     |
|  | 4         |                                           |                                        |           |           |     | BRA Teliana Pereira BRA Vivian Segnini | 2                                         | 6                                      | [6]                 |                     |                     |
|  | 2         | USA Irina Falconi USA Christina McHale    | 6                                      | 2         | [10]      |     |                                        | Disputa pelo bronze                       | Disputa pelo bronze                    | Disputa pelo bronze | Disputa pelo bronze | Disputa pelo bronze |
|  |           |                                           |                                        |           |           |     | 3                                      | COL Catalina Castaño COL Mariana Duque    | 62                                     | 6                   | [10]                |                     |
|  |           |                                           |                                        |           |           |     |                                        | 4                                         | BRA Teliana Pereira BRA Vivian Segnini | 7                   | 4                   | [6]                 |

### Chave superior
| Primeira rodada | Primeira rodada | Primeira rodada | Primeira rodada | Primeira rodada |  |  | Quartas de final | Quartas de final              | Quartas de final | Quartas de final | Quartas de final |  |  | Semifinal | Semifinal                     | Semifinal | Semifinal | Semifinal |
|                 |                 |                 |                 |                 |  |  |                  |                               |                  |                  |                  |  |  |           |                               |           |           |           |
|                 |                 |                 |                 |                 |  |  |                  |                               |                  |                  |                  |  |  |           |                               |           |           |           |
|                 |                 |                 |                 |                 |  |  | 1                | ARG M Irigoyen ARG F Molinero | 7                | 6                |                  |  |  |           |                               |           |           |           |
|                 |                 |                 |                 |                 |  |  |                  | BOL MF Álvarez BOL N Zeballos | 5                | 4                |                  |  |  |           |                               |           |           |           |
|                 |                 |                 |                 |                 |  |  |                  |                               |                  |                  |                  |  |  | 1         | ARG M Irigoyen ARG F Molinero | 3         | 6         | [12]      |
|                 |                 |                 |                 |                 |  |  |                  |                               |                  |                  |                  |  |  | 3         | COL C Castaño COL M Duque     | 6         | 1         | [10]      |
|                 |                 |                 |                 |                 |  |  | 3                | COL C Castaño COL M Duque     | 6                | 6                |                  |  |  |           |                               |           |           |           |
|                 |                 |                 |                 |                 |  |  |                  | MEX X Hermoso MEX V Pulido    | 4                | 4                |                  |  |  |           |                               |           |           |           |
|                 |                 |                 |                 |                 |  |  |                  |                               |                  |                  |                  |  |  |           |                               |           |           |           |

### Chave inferior
| Primeira rodada | Primeira rodada          | Primeira rodada | Primeira rodada | Primeira rodada |  |  | Quartas de final | Quartas de final                 | Quartas de final | Quartas de final | Quartas de final |  |  | Semifinal | Semifinal                   | Semifinal | Semifinal | Semifinal |
|                 |                          |                 |                 |                 |  |  |                  |                                  |                  |                  |                  |  |  |           |                             |           |           |           |
|                 | CHI D Seguel CHI C Silva | 7               | 3               | [11]            |  |  |                  |                                  |                  |                  |                  |  |  |           |                             |           |           |           |
|                 | CUB M Díaz CUB Y Fors    | 63              | 6               | [9]             |  |  |                  | CHI D Seguel CHI C Silva         | 1                | 4                |                  |  |  |           |                             |           |           |           |
|                 |                          |                 |                 |                 |  |  | 4                | BRA T Pereira BRA V Segnini      | 6                | 6                |                  |  |  |           |                             |           |           |           |
|                 |                          |                 |                 |                 |  |  |                  |                                  |                  |                  |                  |  |  | 4         | BRA T Pereira BRA V Segnini | 2         | 6         | [6]       |
|                 |                          |                 |                 |                 |  |  |                  |                                  |                  |                  |                  |  |  | 2         | USA I Falconi USA C McHale  | 6         | 2         | [10]      |
|                 |                          |                 |                 |                 |  |  |                  | PER P Kú Flores PER X Siles-Luna | 0                | 0                |                  |  |  |           |                             |           |           |           |
|                 |                          |                 |                 |                 |  |  | 2                | USA I Falconi USA C McHale       | 6                | 6                |                  |  |  |           |                             |           |           |           |
|                 |                          |                 |                 |                 |  |  |                  |                                  |                  |                  |                  |  |  |           |                             |           |           |           |